# Söbrigen
Söbrigen ist ein Stadtteil im Südosten der sächsischen Landeshauptstadt Dresden. Er liegt an der Stadtgrenze in der gleichnamigen Gemarkung, die zum Stadtbezirk Loschwitz gehört.

## Geografie
Söbrigen befindet sich 12 km südöstlich des Dresdner Stadtzentrums, der Inneren Altstadt, am rechten Ufer der Elbe inmitten ihres flachen Talkessels. Die Entfernung des Stadtteils zu den Dresdner Elbhängen, die weiter nördlich den Übergang zum Schönfelder Hochland bilden, beträgt etwas mehr als 1 km. Die Gemarkung Söbrigen, die neben Wölfnitz zu den flächenmäßig kleinsten Dresdens zählt, wird im Nordwesten und Nordosten von Pillnitz umschlossen. Gemeinsam mit diesem und weiteren Stadtteilen gehört Söbrigen zum statistischen Stadtteil Hosterwitz/Pillnitz. Im Südosten grenzt an die Söbrigener Flur auf nur wenigen 100 m die Pirnaer Ortschaft Birkwitz-Pratzschwitz an. Auf der anderen Elbseite liegt der Dresdner Stadtteil Zschieren, der als Teil von Kleinzschachwitz bereits zum Stadtbezirk Leuben gehört.

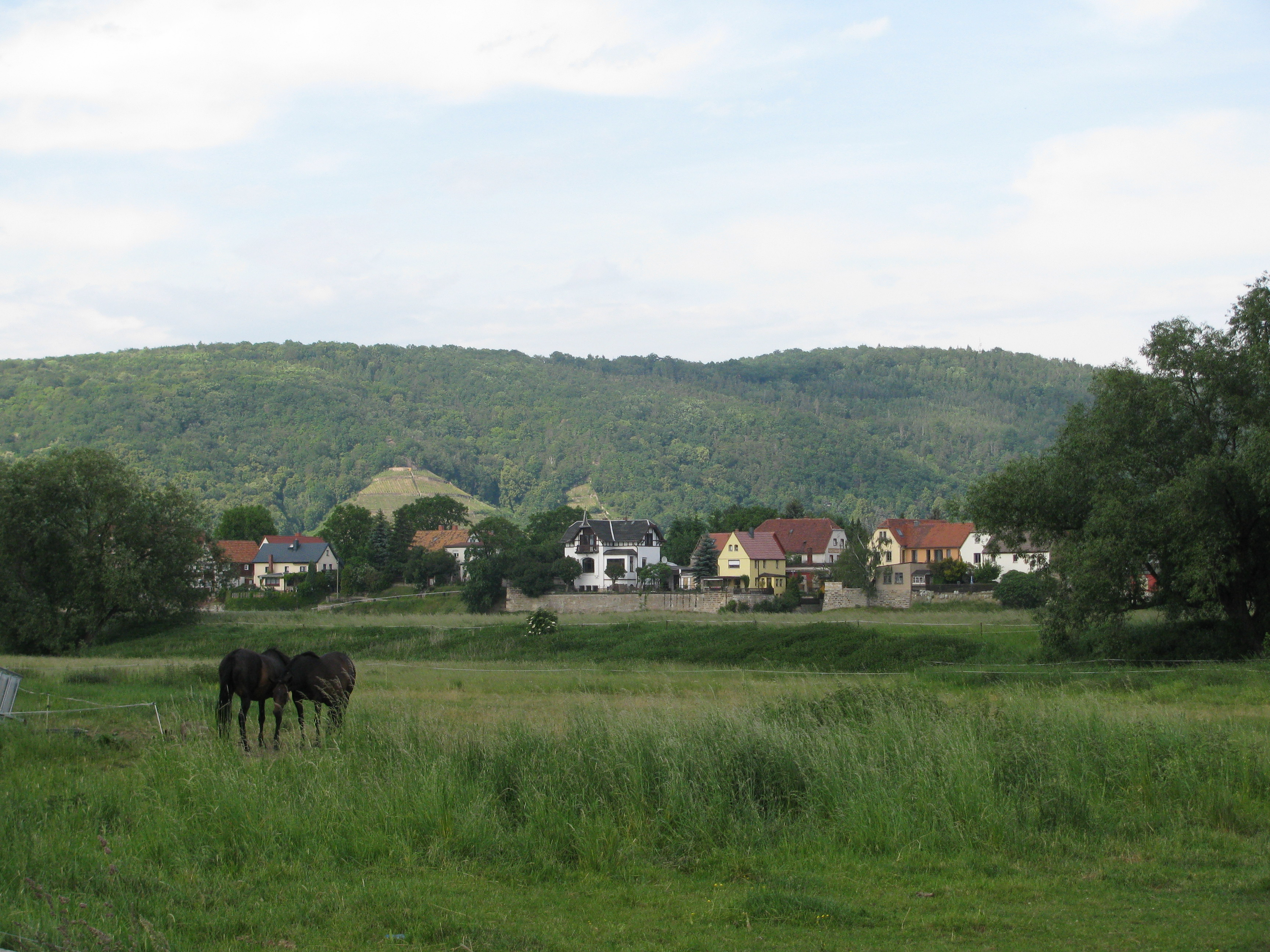
Söbrigen mit dem Borsberg im Hintergrund, vom Zschierener Elbufer aus gesehen

Im Gebiet des Stadtteils Söbrigen befindet sich unter einer Lehmdecke, die aus Ablagerungen der Elbe entstand, eine besonders mächtige Kiesschicht. Diese besteht aus weichselglazialen Sedimenten und wurde in den Nachbarorten Birkwitz und Zschieren bereits in großen Kiesgruben abgebaut, aus denen unter anderem der Kies- und Badesee Birkwitz entstand. Im Rahmen des Planfeststellungsverfahrens Kiessand Pirnaer Elbbogen wurden auch die Fluren von Pillnitz und Söbrigen zu einem Bergbaugebiet bestimmt. Eine 2006 gegründete Bürgerinitiative kämpft aus Gründen des Umweltschutzes, einer befürchteten Lärmbelästigung sowie der Beeinträchtigung der Kulturlandschaft Dresdner Elbtal (von 2004 bis 2009 ab Söbrigen als UNESCO-Welterbe geschützt) gegen den Bau eines Kieswerks.
Der Dorfkern Altsöbrigen blieb bis heute zum Teil erhalten. Er befindet sich direkt am Hochufer der Elbe auf einer Höhe von etwa 113 m ü. NN. Die mit den ungefähren Maßen von 1000 m mal 250 m ausgesprochen längliche Gemarkung Söbrigen ist nahezu komplett bebaut und trägt mit ihren wenigen parallelen Häuserzeilen den Charakter einer kleinen Siedlung. Größere Freiflächen in Form von Feldern befinden sich lediglich im bereits zu Pillnitz gehörenden Umland. Die Elbwiesen sind auf der Höhe von Söbrigen relativ schmal. Noch im 19. Jahrhundert gab es hier außerdem den Söbrigener Heeger, eine Insel. Nordwestlich von Söbrigen liegt die Pillnitzer Elbinsel. Wichtigste Straße des Stadtteils ist die Söbrigener Straße, die von Pillnitz kommend den Stadtteil längs durchquert und über Birkwitz in Richtung Pirna-Copitz weiterführt. Vom alten Dorfkern in Richtung Oberpoyritz verläuft die Oberpoyritzer Straße. Die anderen benannten Straßen im Stadtteilgebiet heißen Hockeyweg, Elbeweg und Bonnewitzer Weg. Das einzige öffentliche Verkehrsmittel, das Söbrigen anfährt, ist die Buslinie P des RVSOE.

## Geschichte

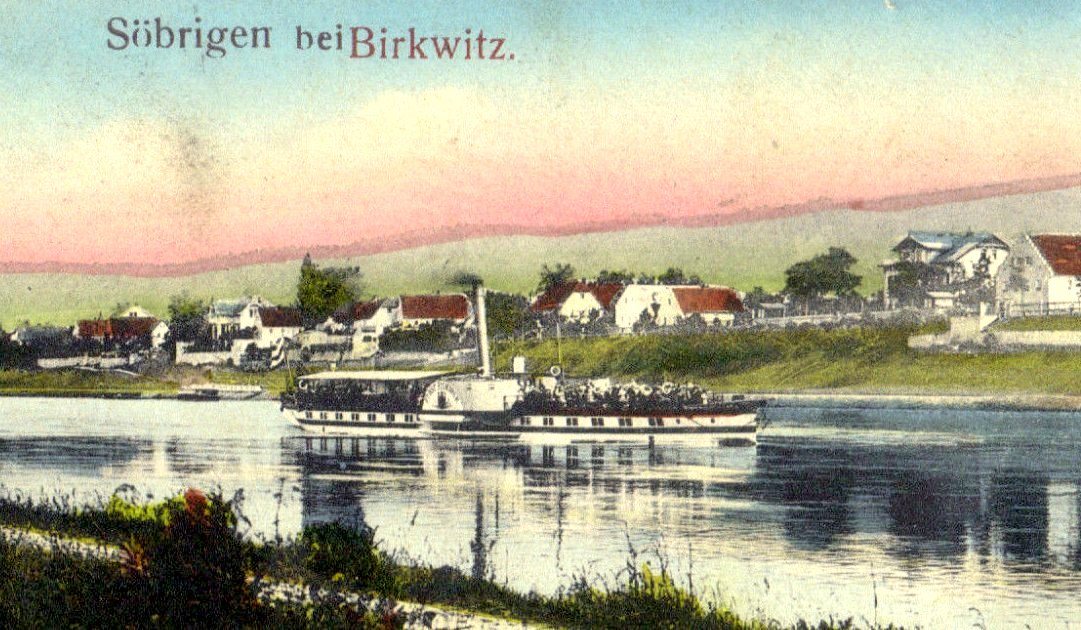
Raddampfer Fürst Bismarck auf der Elbe bei Söbrigen, Postkarte um 1900

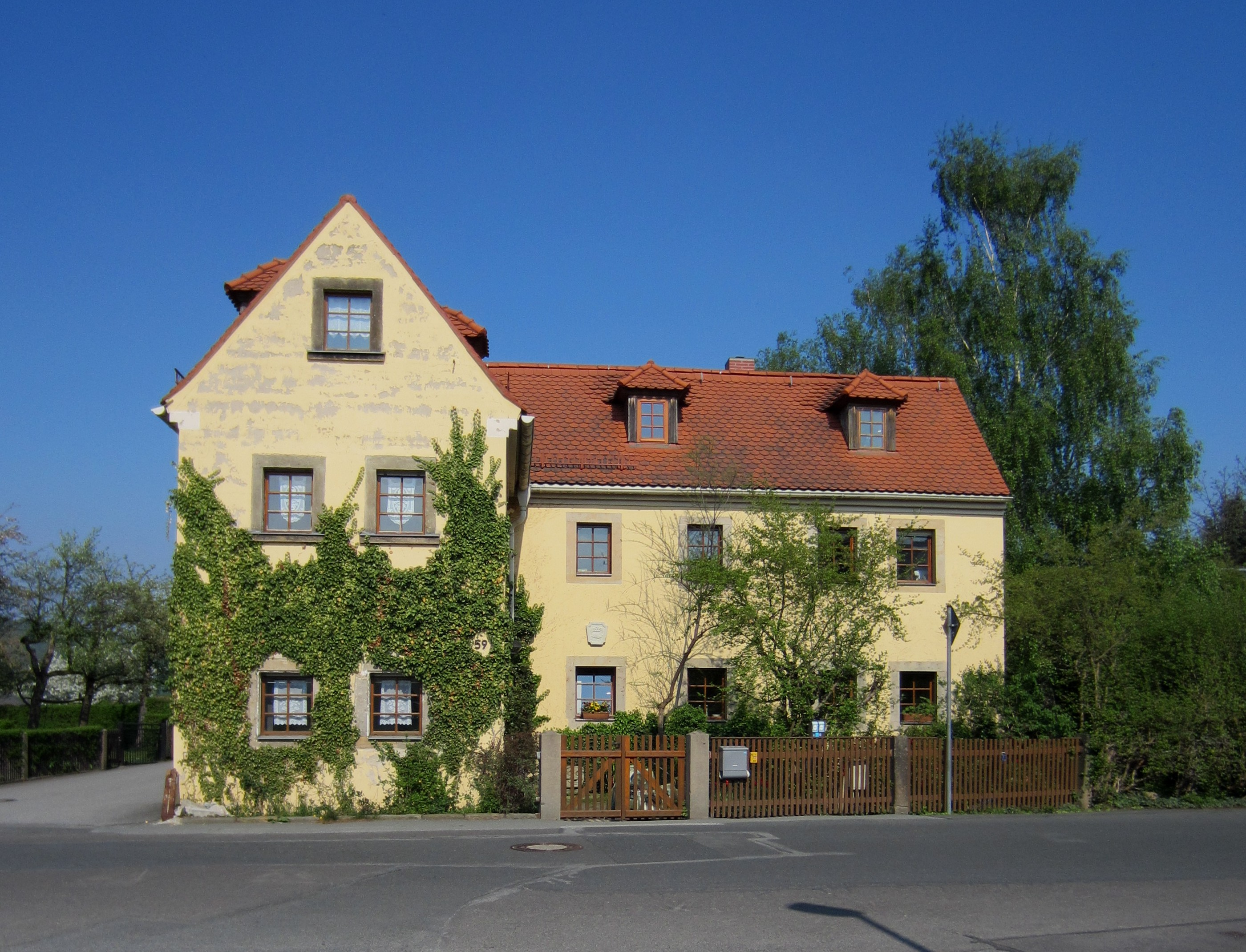
Wohnhaus Söbrigener Straße 59, eines der acht Kulturdenkmale in Söbrigen

Das Dorf Söbrigen wurde 1378 als Cebegrin erstmals urkundlich erwähnt. Diese Bezeichnung geht wahrscheinlich auf den Namen eines sorbischen Lokators zurück und bedeutet somit Dorf des Sebekury. Bei Söbrigen handelt es sich um einen slawischen Rundling mit Block- und Streifenflur. Bereits im 15. Jahrhundert ist der Ortsname in einer Vielzahl von Formen verbürgt. Genannt werden Sebiger, Sebegar, Zcebegren, Zcebrian und Zobrian. Im frühen 16. Jahrhundert entwickelt er sich über Zobriunn, Sebrigenn und Sobrigen hin zum heutigen Ortsnamen, der 1623 erstmals auftaucht.
Seit dem Mittelalter gehörte das Elbdorf zum Rittergut Großgraupa. Vom Nachbarort Cloden, der 1438 als wüst bezeichnet wird, wurden einige Fluren nach Söbrigen eingegliedert. Im 16. Jahrhundert befand sich Söbrigen zunächst im Besitz des angesehenen kursächsischen Adelsgeschlechts Karras, von dem ein Zweig auf Schloss Schönfeld saß. Im Jahre 1579 erwarb Christoph von Loß d. Ä., kurfürstlicher Oberschenk und Hofrat, das Gut Obergraupa und war somit Grundherr auch in Söbrigen. Er hatte zehn Jahre zuvor bereits das Kammergut Pillnitz erhalten und weitete dessen Gebiet in der Folge nach und nach aus. Seit dieser Zeit ist Söbrigen eng an Pillnitz geknüpft. Die Verwaltung fiel währenddessen in die Zuständigkeit des Amts beziehungsweise der Amtshauptmannschaft Dresden. Bis 1539 war Söbrigen nach Dohna gepfarrt, danach lag es in der Parochie von Hosterwitz (Maria am Wasser).
Im frühen 18. Jahrhundert erlebte das Dorf einen leichten Aufschwung durch seine Nähe zum Schloss Pillnitz, das damals unter August dem Starken in barockem Stil aus- und umgebaut und anschließend zu einem der Mittelpunkte der absolutistischen Hofhaltung der Wettiner wurde. In das zuvor als Hegerhaus genutzte Forsthaus, das sich bis heute am Elbeweg 8 befindet, zog im Jahre 1727 ein Hofangestellter ein, der mit dem Betrieb eines Bierausschanks, einer Bäckerei und einer Schlachterei privilegiert worden war. Ab 1765 waren außerdem Teile der Pillnitzer Schlosswache in Söbrigen wohnhaft. Zwischen 1786 und 1795 wohnte Samuel David Roller, späterer Pfarrer der heute nach ihm benannten Lausaer Kirche in Weixdorf, in Söbrigen. Sein Wohnhaus, das sich direkt neben dem Forsthaus befand, musste im Jahre 1813 einer durch napoleonische Truppen aufgeworfenen Schanze weichen, wurde später aber wiederaufgebaut. An den Pfarrer, der durch Wilhelm von Kügelgens Jugenderinnerungen eines alten Mannes bekannt wurde, erinnert eine Gedenktafel in einem Söbrigener Vorgarten.
Der zum Teil erhalten gebliebene Dorfkern namens Altsöbrigen, in dem anfänglich wahrscheinlich Elbfischer und -schiffer wohnhaft waren, weist noch heute mehrere alte Gehöfte und Häusleranwesen auf. Das Untergeschoss der Wohngebäude besteht häufig aus massivem Sandstein, das Fachwerk in den Obergeschossen ist oftmals verputzt worden. Bis heute wurden jedoch viele dorftypische Eigenheiten bewahrt, so zum Beispiel kleine Schuppen, hölzerne Wasserpumpen oder alte Wetterfahnen. Allerdings gab es nur wenige Bauernhöfe im Ort, da die umliegende Flur größtenteils durch das Pillnitzer Gut bewirtschaftet wurde. Die ansässigen Kleinbauern und Häusler betrieben vornehmlich Garten-, Obst- und Weinbau, wofür das Söbrigener Gebiet wegen seiner Böden, der klimatischen Begünstigung des Elbtals und der südexponierten Lage besonders geeignet ist. Die Frauen des Ortes arbeiteten häufig als Wäscherinnen; bis um 1900 brachte ein Wäscheschiff die Kleidung von Dresdner Bürgern zur Reinigung nach Söbrigen und anschließend wieder zurück.

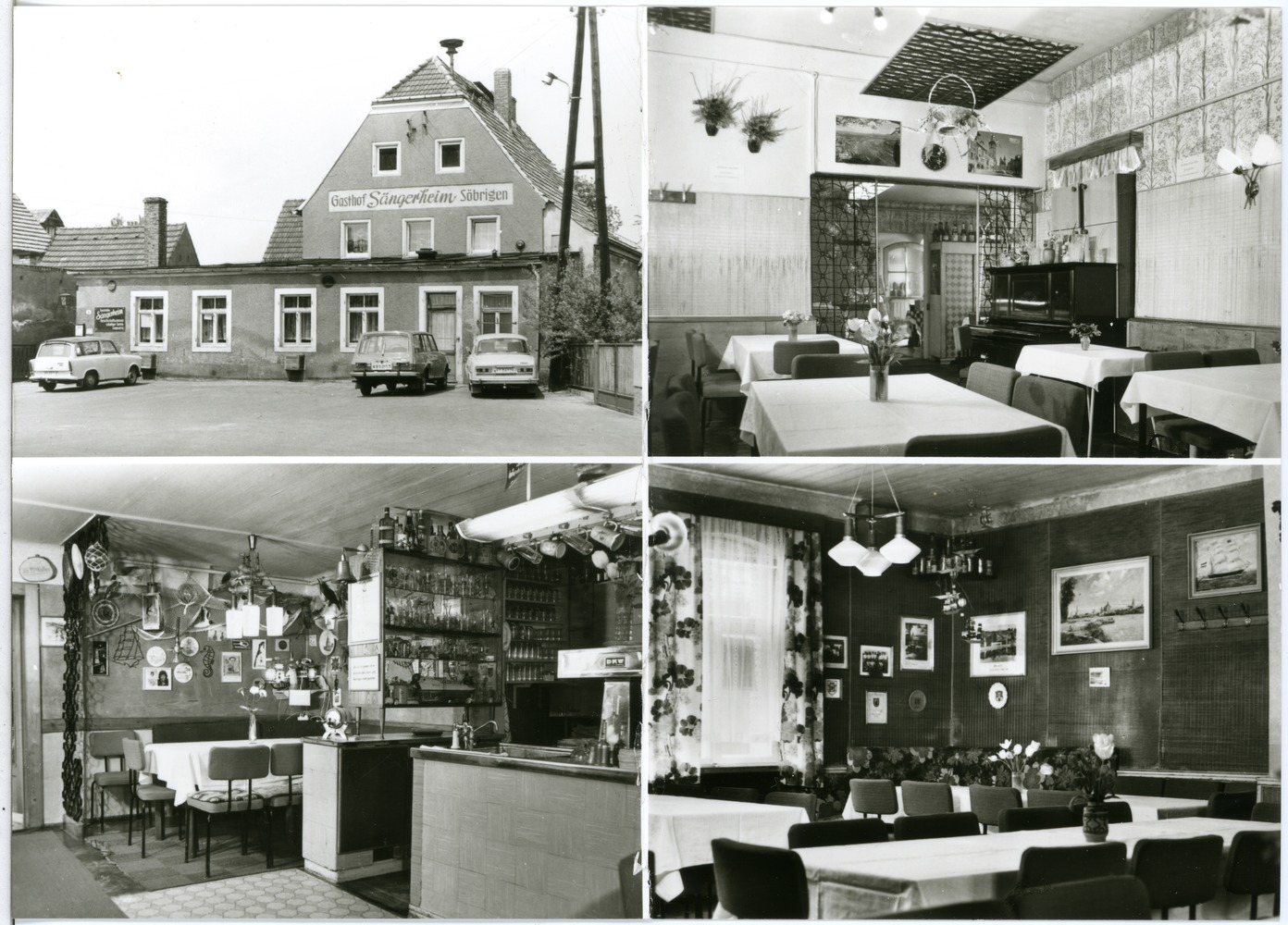
Postkarte mit dem Gasthof Sängerheim in Altsöbrigen, Verlag Brück & Sohn, 1980

Im auslaufenden 19. Jahrhundert wurde Söbrigen zum Ausflugsziel der Dresdner, die neben der reizvollen Tallandschaft den Ausblick auf die Sächsische Schweiz und das östliche Erzgebirge schätzten. Seit 1896 bestand in Söbrigen eine Anlegestelle der Sächsischen Dampfschifffahrt. Die Personenfähre Söbrigen–Zschieren, die den Stadtteil mit den linkselbischen Industriegebieten Heidenaus verband, musste 1992 eingestellt werden. Damals wurde auch der beliebte Dorfgasthof Sängerheim geschlossen, im Jahr 2021 erfolgte sein Abriss.
Am 1. Juli 1950 wurde Söbrigen gemeinsam mit weiteren umliegenden Orten nach Dresden eingemeindet und bildet seitdem einen Stadtteil der Landeshauptstadt. Bis heute zeigt es sich als kleiner Wohnort am Stadtrand.

### Einwohnerentwicklung
| Jahr      | Einwohner                    |
| --------- | ---------------------------- |
| 1547/1550 | 7 besessene Mann, 2 Häusler  |
| 1764      | 7 besessene Mann, 17 Häusler |
| 1834      | 218                          |
| 1871      | 307                          |
| 1890      | 487                          |
| 1910      | 452                          |
| 1925      | 500                          |
| 1939      | 511                          |
| 1946      | 545                          |